# Villabuena del Puente
Villabuena del Puente ist ein nordwestspanischer Ort und eine Gemeinde (municipio) mit nur noch 586 Einwohnern (Stand: 2024) im Süden der Provinz Zamora in der Autonomen Gemeinschaft Kastilien-León. 

## Lage und Klima
Villabuena del Puente liegt am Rand der Kastilischen Hochebene (Meseta Iberica) in einer Höhe von ca. 700 m. Die Provinzhauptstadt Zamora ist gut 29 km (Fahrtstrecke) in westnordwestlicher Richtung entfernt; bis nach Salamanca sind es gut 50 km in südsüdwestlicher Richtung. Das gemäßigte Kontinentalklima wird nur selten vom Atlantik beeinflusst; Regen (ca. 429 mm/Jahr) fällt vorwiegend im Winterhalbjahr.

## Bevölkerungsentwicklung
| Jahr      | 1970 | 1981 | 1991 | 2001 | 2011 | 2021 |
| Einwohner | 1379 | 1210 | 1126 | 973  | 840  | 623  |

## Sehenswürdigkeiten
- Peterskirche (Iglesia de San Pedro )

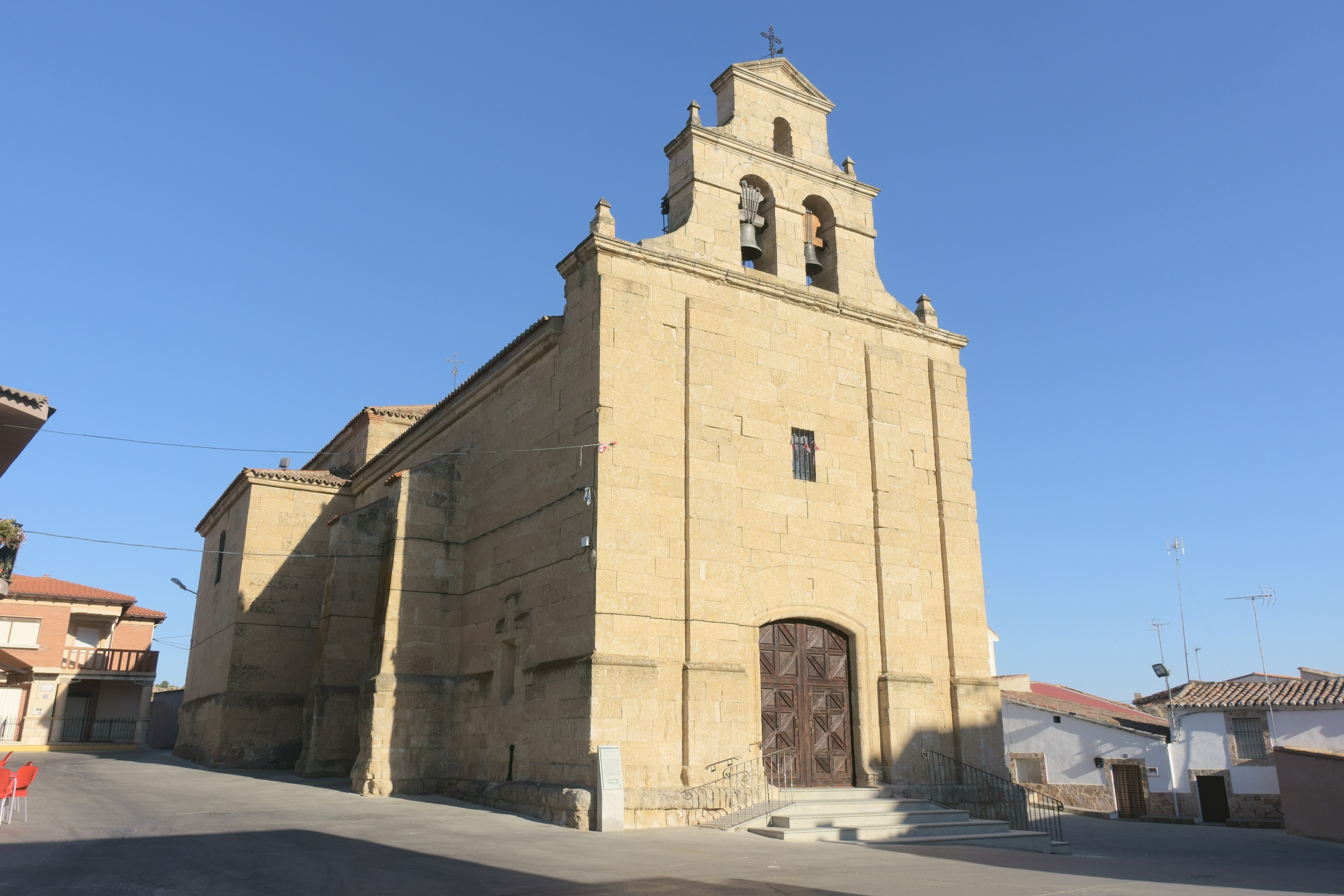
Peterskirche
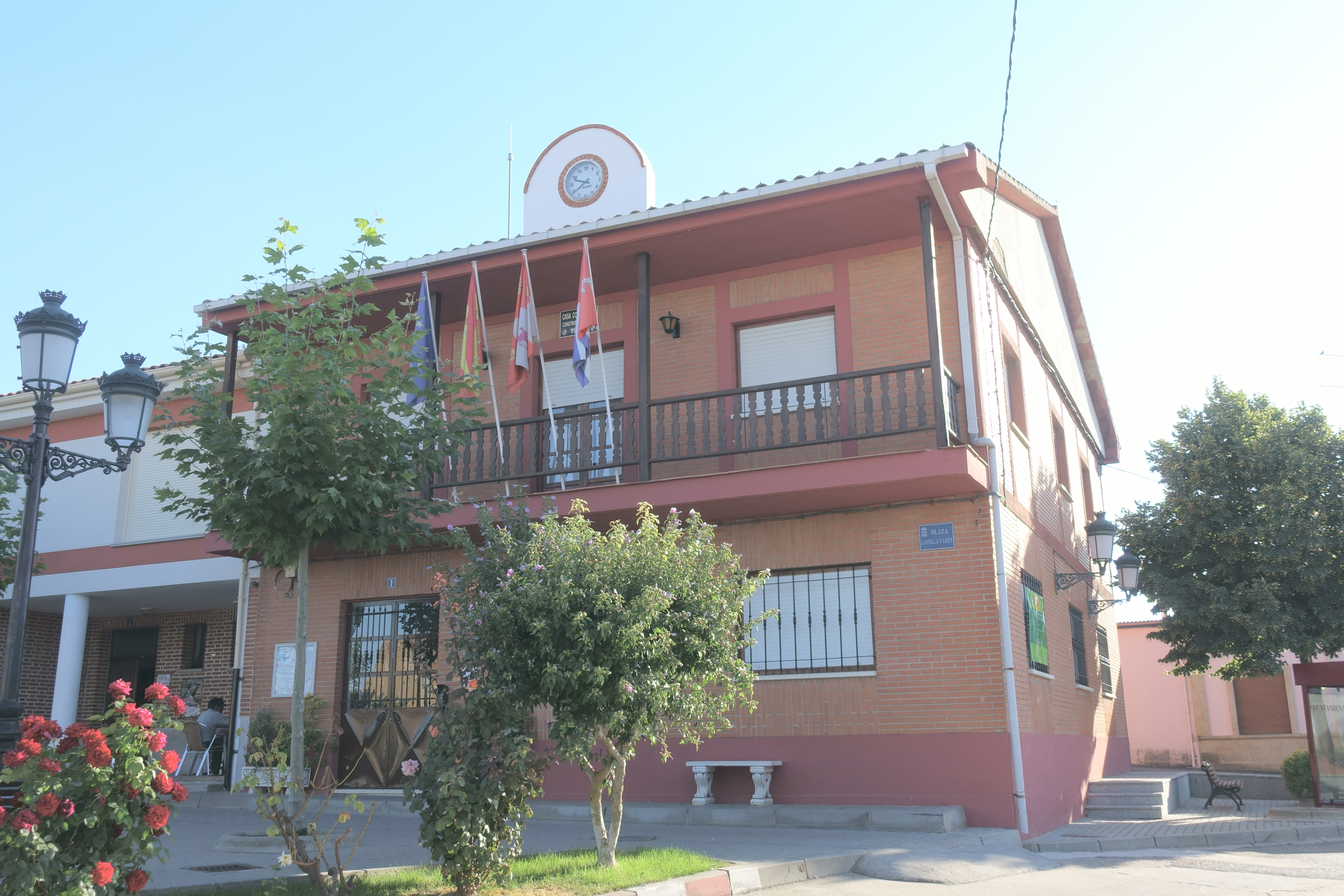
Rathaus